# Joachim K. M. Fait
Joachim Karl Martin Fait (* 1. April 1921 in Ruda/Oberschlesien; † 17. März 1993 in Berlin-Köpenick) war ein deutscher Kunsthistoriker.

## Biografie
Als Sohn eines Zollsekretärs wuchs Joachim K. M. Fait in verschiedenen Städten Deutschlands auf. Nach vierjährigem Besuch der Volksschule in Mainz wurde er Schüler des dortigen Realgymnasiums. Ab 1933 besuchte der die Oberschule in Treuburg und absolvierte 1939 dort das Abitur.
Nach Arbeitsdienstpflicht, Wehrdienst und Kriegsgefangenschaft übte er kurzfristige Tätigkeiten im Bergbau und in der Landwirtschaft in der Umgebung von Quedlinburg aus. Ab 1947 studierte er an der Universität Greifswald Philosophie, Kunstgeschichte, klassische und christliche Archäologie, Germanistik und Nordistik. 1952 schloss er das Studium mit dem Diplom-Examen ab. Von 1952 bis 1960 war er wissenschaftlicher Assistent am Caspar-David-Friedrich-Institut für Kunstwissenschaft an der Universität Greifswald. Am 28. Juli 1954 wurde er an der Universität Greifswald mit der Dissertationsschrift Die norddeutsche Bettelordensbaukunst zwischen Elbe und Oder promoviert, die von K. H. Clasen betreut wurde. In der Zeit vom Februar bis Dezember 1954 war er nebenamtlicher Museumsleiter des Heimatmuseums der Stadt Greifswald.
Vom 1. März 1960 bis 31. März 1986 arbeitete er am Institut für Denkmalpflege, Arbeitsstelle Berlin in verschiedenen Positionen. Er wohnte zunächst in Berlin-Treptow und zog später nach Schöneiche bei Berlin um.
Im Fachgebiet Restaurierung hatte er für das Studienjahr 1971/72 einen Lehrauftrag an der Kunsthochschule Berlin-Weißensee.
Unter seiner wissenschaftlichen Leitung als Denkmalpfleger fanden die bauliche Instandsetzung und die Wiederherstellung des ursprünglichen Innenraum-Charakters des Brandenburger Doms anlässlich des 800-jährigen Jubiläums seiner Grundsteinlegung (11. Oktober 1165) statt, die 1962 mit Erdbohrungen und dem Ziel der Fundamentsicherung begannen. Er hatte sich maßgeblich dafür eingesetzt, dem weiteren Verfall des Brandenburger Fastentuches durch eine wissenschaftlich und technologisch fundierte Behandlung zu begegnen. Die Restaurierung wurde in der Zentralen Forschungsstelle für Restaurierung historischer Gewebe Krefeld 1967/68 durchgeführt, deren damalige Leiterin Frau Dr. Renate Jaques war.
Er war Autor mehrerer Bände zur Topographie der deutschen Kunstdenkmale, insbesondere in Berlin und der Mark Brandenburg.
Ein wichtiges Ergebnis seiner kunsthistorischen Forschungen war die Entschlüsselung der Kapitellbilder als die Geschichte von Daniel (Buch Daniel in der Bibel) im Chorumgang des Magdeburger Doms. Darüber hinaus erläuterte er die gleichnishafte Bedeutung der Danielgeschichte für das 13. Jahrhundert und stellte eine Verbindung zur damaligen Geschichte her.
Das ihn seit den 1970er Jahren interessierende Thema der Friedhofs- und Grabmalkunst bearbeitete er im Ruhestand weiter. Die Ergebnisse dieser Arbeit fanden Eingang in die wissenschaftliche Literatur.

## Veröffentlichungen
- Professor Dr. Leopold Magon nach Berlin berufen: Junge Universität, Organ der FDJ-Hochschulgruppe Greifswald, 2(1950)5, S. 49.
- Kunsthistoriker und Studenten in selbstlosem Einsatz, Abschlußbericht über die Bergung von Kulturgut aus der Berliner Schloßruine: Nationalzeitung, Bd. 4, 28. Januar 1951, H. 1.
- Reproduktionen – schnell und billig: Fotografie, 5(1951)12, S. 378–383.
- „Unentwickelte“ Entwicklungsdosen: Fotografie, 6(1952)3, S. 92–94.
- Über die Wertigkeit der Bildhälften: Fotografie, 7(1953)7, S. 178–183.
- Die norddeutsche Bettelordensbaukunst zwischen Elbe und Oder. Universität Greifswald, Dissertation vom 28. Juli 1954.
- Die Geschichte des Greifswalder Universitätsbaues. In: Festschrift zur 500-Jahrfeier der Universität Greifswald, 17.10.1956. Band 1, S. 157–174.
- Die Geschichte des Caspar-David-Friedrich-Instituts für Kunstgeschichte: In: Festschrift zur 500-Jahrfeier der Universität Greifswald, 17.10.1956. Band 2, S. 216–217.
- Die Kreuzabnahme in Stralsund und ihre Bedeutung im Werk des Derick Baegert: Wallraf-Richartz-Jahrbuch, 20(1958), S. 261–274.
- Die Ruine in Stolpe an der Peene und ihre Bedeutung für die romanische Baukunst in Nordostdeutschland: Wissenschaftliche Zeitschrift der Ernst-Moritz-Arndt-Universität Greifswald, gesellschafts- und sprachwissenschaftliche Reihe, 7(1959)3/4, S. 203–217.
- Die erste Marienkirche in Prenzlau: ein Ausgrabungs- und Rekonstruktionsbericht: Wissenschaftliche Zeitschrift der Ernst-Moritz-Arndt-Universität Greifswald, gesellschafts- und sprachwissenschaftliche Reihe, 9(1959/60)4/5, S. 399–421.
- Zur geplanten Restaurierung des Brandenburger Doms: Märkische Heimat, 6(1962)3, S. 194–200.
- Unter Putz und hinter Mauern (Kloster Zinna und Frankfurt, Marienkirche): Neue Berliner Illustrierte, 4(1962), S. 3–5.
- Die Benediktinerkirche in Stolpe an der Peene: Ein Ausgrabungsbericht und Rekonstruktionsversuch: Greifswald-Stralsunder Jahrbuch, 3(1963), S. 119–134.
- Die Baugeschichte des Domes und seine Kunstschätze: 800 Jahre Dom zu Brandenburg. Evangelische Verlagsanstalt, Berlin 1965, S. 20–48.
- Neuzelle, Festschrift zum Jubiläum der Klostergründung vor 700 Jahren, 1268-1968. St. Benno-Verlag, Leipzig 1968.
- Neuzelle, Festschrift zum Jubiläum der Klostergründung vor 700 Jahren, 1268-1968. Schnell & Steiner, München 1968.
- Bettina-von-Arnim-Heim: ehemals Schloss Wiepersdorf; Arbeits- und Erholungsstätte für Kultur- und andere Geistesschaffende. Putbus auf Rügen 1968 (zusammen mit Lore Malachow).
- „Sakral“ und „Profan“ in der Kunst des Mittelalters In: Kirchbau heute: Dokumentation, Diskussion, Kritik. Schnell & Steiner, München 1969, S. 22–40.
- Kunstdenkmäler-Inventarisation in Mitteleuropa, Deutsche Demokratische Republik In: Deutsche Kunst- und Denkmalpflege, 27(1969)1, S. 54–64. Rathaus Frankfurt/Oder: Sonntag, 3. August 1969, S. 8.
- Über die Nutzung von Denkmalen In: Materialien und Berichte zur Denkmalpflege in der Deutschen Demokratischen Republik. 1971, S. 79–90.
- Der „Taufstein“ in der Dorfkirche von Blankensee (Mark Brandenburg) In: Aspekte zur Kunstgeschichte von Mittelalter und Neuzeit, Festschrift Karl Heinz Clasen zum 75. Geburtstag. Hermann Böhlaus Nachfolger, Weimar 1971, S. 55–61.
- Deutsche Kunstdenkmäler: ein Bildhandbuch Mark Brandenburg und Berlin. Deutscher Kunstverlag, München 1971.
- Denkmale der Geschichte und Kultur. 3. Aufl. Henschel-Verlag, Berlin 1976.
- Das Belvedere auf dem südlichen Treppenturm des Güstrower Schlosses In: Mitteilungen des Institutes für Denkmalpflege – Arbeitsstelle Schwerin an die ehrenamtlichen Beauftragten für Denkmalpflege der Bezirke Rostock, Schwerin, Neubrandenburg. 24(1976), S. 321–335.
- Geschichtliche Einführung In: Chorin: Gestalt und Geschichte eines ehemaligen Zisterzienserklosters. St. Benno-Verlag, Leipzig 1980, S. 106–118.
- Schinkel und die Grabmalkunst In: Wissenschaftliche Zeitschrift der Ernst-Moritz-Arndt-Universität Greifswald, gesellschafts- und sprachwissenschaftliche Reihe, 31(1982)2/3, S. 145–150.
- Deutsche Kunstdenkmäler: ein Bildhandbuch, Bezirke Cottbus, Frankfurt/Oder, Potsdam und Berlin, Hauptstadt der DDR. 3. Aufl. Edition, Leipzig 1983.
- Restaurierte Luther-Stätten: ein aktiver Beitrag zur Bewahrung des humanistischen Erbes. In: Bildende Kunst, 31(1983)5, S. 235–240.
- Die Bau- und Kunstdenkmale in der DDR: Hauptstadt Berlin. 1. Teil Henschel-Verlag Kunst und Gesellschaft, Berlin 1983 (zusammen mit einem Autorenkollektiv, Gesamtredaktion Heinrich Trost).
- Martin Luther: Stätten seines Lebens und Wirkens. 2. Aufl. Henschel-Verlag, Berlin 1984.
- Das Danielbuch in Stein: Deutung und Bedeutung der Kapitellbilder im Chorumgang des Magdeburger Domes. Evangelische Verlagsanstalt, Berlin 1986.
- Die Bau- und Kunstdenkmale in der DDR: Hauptstadt Berlin. 2. Teil Henschel-Verlag Kunst und Gesellschaft, Berlin 1987 (zusammen mit einem Autorenkollektiv, Gesamtredaktion H. Trost), ISBN 3-362-00138-6.
- Jüdische Friedhöfe in Berlin. Henschel-Verlag, Berlin 1987 (zusammen mit Alfred Etzold; Peter Kirchner; Heinz Knobloch), ISBN 3362001467.
- Dom und Domschatz zu Brandenburg. 3. Aufl. Union-Verlag, Berlin 1988, ISBN 3-372-00223-7.
- Die Marienkirche zu Greifswald. 3. Aufl. Union-Verlag, Berlin 1989, ISBN 3-372-00221-0.
- Hermann Ludwig Heinrich Fürst von Pückler-Muskau: Gartenkunst und Denkmalpflege. Böhlau, Weimar 1989 (zusammen mit Detlef Karg), ISBN 3740000899.
- Berlin. Prestel-Verlag, München 1992, ISBN 3-7913-1183-2.
- Deutsche Kunstdenkmäler: ein Bildhandbuch Berlin Brandenburg. 4. Aufl. Edition Leipzig 1992 (zusammen mit Reinhardt Hootz), ISBN 3-361-00376-8.
- ADAC-Reiseführer Berlin. ADAC-Verlag und Prestel-Verlag, München 1994, ISBN 3-87003-607-9.
- Dom und Domschatz Brandenburg. 5. Aufl. Schnell & Steiner, Regensburg 2003, ISBN 3-7954-5643-6.